# Lista de estados tradicionais da Nigéria
Há centenas de tradicionais estados na Nigéria. Uma lista parcial seguinte.
Embora os chefes tradicionais, que oficialmente não mais tem o poder político, eles ainda têm um estatuto considerável na Nigéria e no poder do patrocínio.
Salvo se em contrário, os nomes dos chefes tradicionais são baseados na lista World Statesmen.org.
| Estado           | Região        | Grupo étnico | Capital               | Atual governante                             | Governante a partir de | Título                                             | Notas                                                                       |
| ---------------- | ------------- | ------------ | --------------------- | -------------------------------------------- | ---------------------- | -------------------------------------------------- | --------------------------------------------------------------------------- |
| Abeocutá         | Sudoeste      | Iorubá       | Abeocutá              | Adedotun Aremu Gbadebo III                   | 2005                   | Alaquê                                             |                                                                             |
| Abuja            |               |              |                       |                                              |                        |                                                    | Agora o Emirado de Suleja                                                   |
| Adamawa          | Faixa central |              | Yola                  | Muhammadu Barkindo Aliyu Musdafa             | 2010                   | Lamido                                             |                                                                             |
| Agaie            | Faixa central | Nupé         | Agaie                 | Muhammadu Kudu Abubakar                      | 2004                   | Etsu                                               |                                                                             |
| Acurê            | Sudoeste      | Iorubá       | Akure                 | Adebiyi Adegboye Adesida Afunbiowo II        | 2010                   | Deji                                               |                                                                             |
| Akwa Akpa        | Sudeste       | Ibibio       | Calabar               | Bassey Ekpo Bassey II                        | 2008                   | Edidem                                             |                                                                             |
| Bade             | Nordeste      | Canúri       | Gashua                | Abubakar Umar Suleiman                       | 2005                   | Mai-Bedde                                          |                                                                             |
| Bauchi           | Faixa central | Hauçá/Fula   | Bauchi                | Suleiman Tiya Adamu Jumba                    | 1998                   | Lamidô                                             |                                                                             |
| Benim            | Sudoeste      | Edo          | Benin City            | Erediauwa                                    | 1979                   | Obá                                                |                                                                             |
| Bida             | Faixa central | Nupé         | Bida                  | Yahaya Abubakar                              | 2003                   | Etsu                                               |                                                                             |
| Biu              | Nordeste      |              | Biu                   | Maidalla Mustafa dan Muhammad `Aliyu         | 1959                   | Emir                                               |                                                                             |
| Ubani            | Sudeste       | Ijó          | Ubani                 | Edward Asimini William Dappa Pepple III      | 1996                   | Amanyanabo                                         | Também chamado Okolo-Ama                                                    |
| Borgu            | Faixa central | Bariba       | Nova Bussa            | Haliru Dantoro Kitoro III dan Muhammadu Sani | 2002                   | Emir                                               | Antes por fusão Bussa e Kaiama                                              |
| Borno            | Nordeste      | Canúri       | Maiduguri             | Abubakar Ibn Umar Garbai El-Kanemi           | 2009                   | Shehu                                              |                                                                             |
| Brass            | Sudeste       | Ijó          | Brass                 | Alfred Diete-Spiff                           |                        | Amayanabo                                          | Uma vez que, parte do Nembe                                                 |
| Bussa            |               |              |                       |                                              |                        |                                                    | ver Borgu                                                                   |
| Calabar (velho)  |               |              |                       |                                              |                        |                                                    | ver Akwa Akpa                                                               |
| Calabar (novo)   |               |              |                       |                                              |                        |                                                    | ver Reino de Kalabari                                                       |
| Daura            | Noroeste      | Hauçá/Fula   | Daura                 | Umar Farouk dan Umar                         | 2007                   | Sarkin                                             |                                                                             |
| Dikwa            | Nordeste      | Canúri       | Dikwa                 | Mohammed Masta II Ibn Alamin El-Kanemi       | 2010                   | Shehu                                              | Dividido nos Emirados Bama e Dikwa em 2010                                  |
| Edo              |               |              |                       |                                              |                        |                                                    | ver Benim                                                                   |
| Eko              |               |              |                       |                                              |                        |                                                    | ver Lagos                                                                   |
| Fika             | Nordeste      | Bole         | Potiskum              | Muhammadu Abali Ibn Muhammadu Idrissa        | 2009                   | Moi                                                | Distinto do Emirado de Potiskum, também com base em Potiskum                |
| Gobir            | Noroeste      | Hauçá/Fula   | Sabon Birni           | Muhammadu Bawa                               | 1975                   | Sarkin                                             | Cidade-estado Hauçá                                                         |
| Gombe            | Nordeste      | Hauçá/Fula   | Gombe                 | Shehu Usman Abubakar                         |                        | Modibo                                             |                                                                             |
| Gujba            | Nordeste      |              | Gujba                 | Mai Shettima Muktar Ibn Ali Gangaram         | 2000                   | Emir                                               | Anteriormente parte do Emirado de Fika                                      |
| Gumel            | Norte         |              | Gumel                 | Ahmad Muhammad Sani dan Maina Muhammad       | 1981                   | Emir                                               |                                                                             |
| Gwandu           | Noroeste      | Hauçá/Fula   | Gwandu                | Muhammadu Iliyasu Bashar                     |                        | Emir                                               |                                                                             |
| Hadejia          | Nordeste      | Hauçá/Fula   | Hadejia               | Adamu Abubakar Maje                          | 2002                   | Emir                                               |                                                                             |
| Ibadan           | Sudoeste      | Iorubá       | Ibadan                | Samuel Odulana Odugade I                     | 2007                   | Olubadan                                           |                                                                             |
| Idah             |               |              |                       |                                              |                        |                                                    | ver Igala                                                                   |
| Idoani           | Sudoeste      | Iorubá       | Idoani                | Aderemi Atewogboye                           |                        | Alani                                              |                                                                             |
| Idoma            | Sudeste       | Idoma        | Otukpo                | Elias Ikoyi Obekpa Och'Idoma IV              |                        | Och'Idoma                                          |                                                                             |
| Igala            | Faixa central | Igala        | Idah                  | Aliyu Obaje                                  | 1956                   | Ata                                                |                                                                             |
| Igbirra          | Sudoeste      |              | Okene                 | Ado Ibrahim                                  | 1997                   | Ohinoyi                                            |                                                                             |
| Reino de Ijebu   | Sudoeste      | Iorubá       | Ijebu Ode             | Sikiru Adetona Ogbagba II                    | 1960                   | Awujale                                            |                                                                             |
| Ijebu-Remo       | Sudoeste      | Iorubá       | Sagamu                | Michael Adeniyi Sonariwo Erinjugbo II        | 1990                   | AkarIbo                                            | Ver também Reino de Ijebu, Lista dos Lordes de Remo                         |
| Ijesa            |               |              |                       |                                              |                        |                                                    | ver Ilexá                                                                   |
| Ilê-Ifé          | Sudoeste      | Iorubá       | Ifé                   | Adeyeye Ogunwusi Ojaja II 2015               | Ooni                   | Okunade Sijuade Olubuse II era governante até 2015 |                                                                             |
| Reino de Ilexá   | Sudoeste      | Iorubá       | Ilexá                 | Oba Gabriel Adekunle Aromolaran II           |                        | Owa                                                |                                                                             |
| Ilorin           | Sudoeste      | Iorubá       | Ilorin                | Ibrahim Sulu Gambari                         |                        | Emir                                               |                                                                             |
| Isedo            | Sudoeste      | Iorubá       | Ila Orangun           | Oyedeji Ajide                                |                        | Obalumo                                            | Relacionado com o Ibomina estado de Oke Ila                                 |
| Itele            | Sudoeste      | Iorubá       | Itele, Leste de Ijebu | Adesanya Mufutau Kasali Iboriaran I          |                        | Moyegeso                                           | Jones Adenola Ogunde Adeyoruwa II reinou até 1996 Ver também Reino de Ijebu |
| Itsequiri        |               |              |                       |                                              |                        |                                                    | ver Warri                                                                   |
| Iwo              | Sudoeste      | Iorubá       | Iwo                   | Asiru Olatunbosun Tadese                     | 1992                   | Oluwo                                              |                                                                             |
| Jama'are         | Nordeste      |              | Jama'are              | Muhammadu Wabi IV dan Muhammadu Wabi         | 1975                   | Emir                                               |                                                                             |
| Jema'a           | Norte         |              | Jema'a                | Muhammadu dan Isa                            | 1999                   | Emir                                               |                                                                             |
| Jos              | Faixa central |              | Jos                   | Jacob Gyang Buba                             | 2009                   | Gbong Gwon                                         |                                                                             |
| Jucum            |               |              |                       |                                              |                        |                                                    | ver Wukari                                                                  |
| Kaiama           |               |              |                       |                                              |                        |                                                    | Fusão com Bussa em Borgu                                                    |
| Kalabari         | Sudeste       | Ijó          | Buguma                | Amakiri XI (Theophilus J.T. Princewill)      | 2002                   | Amanyanabo                                         |                                                                             |
| Kano             | Norte         | Hauçá/Fula   | Kano                  | Ado Bayero                                   | 1963                   | Emir                                               |                                                                             |
| Katagum          | Nordeste      |              | Katagum               | Muhammadu Kabir `Umar                        |                        | Emir                                               |                                                                             |
| Katsina          | Noroeste      | Hauçá/Fula   | Katsina               | Abdulmumini Kabir Usman                      | 2008                   | Emir                                               |                                                                             |
| Kazaure          | Norte         | Hauçá/Fula   | Kazaure               | Najib Husaini Adamu                          |                        | Emir                                               |                                                                             |
| Kebbi            | Noroeste      | Hauçá/Fula   | Birnin Kebbi          | Muhammadu Mera Muza dan Muhammadu Sani       | 1960                   | Amir Argungu                                       |                                                                             |
| Keffi            | Faixa central |              | Keffi                 | Muhammadu Cindo Yamusa II                    |                        | Emir                                               |                                                                             |
| Kontagora        | Noroeste      | Hauçá/Fula   | Kontagora             | Sa`idu Namaska dan Malam                     | 1974                   | Emir                                               |                                                                             |
| Koton Karifi     | Faixa central | Ebira        | Koton Karifi          | AIhaji Shuaibu Mamman Lafiya                 | 1970                   | Ohimege                                            |                                                                             |
| Lafia            | Faixa central |              | Lafia                 | Isa Mustafa Agwa                             | 1978                   | Emir                                               |                                                                             |
| Lagiagi          | Sudoeste      |              | Lafiagi               | Sa'adu Kawu Haliru                           |                        | Emir                                               | Jihad estado Fula fundado em 1824                                           |
| Lagos            | Sudoeste      | Iorubá       | Lagos                 | Rilwan Babatunde Osuolale Aremu Akiolu I     | 2003                   | Oba                                                | Anteriormente o estado Eko                                                  |
| Lapai            | Faixa central | Nupé         | Lapai                 | Umaru Bago Tafida                            | 2002                   | Emir                                               |                                                                             |
| Lere             | Norte         |              | Lere                  | Umaru Mohammed Sani                          |                        | Emir                                               |                                                                             |
| Machina          | Norte         |              | Machina               | Alhaji Bashir Albishir Bukar                 |                        | Emir                                               |                                                                             |
| Misau            | Nordeste      |              | Misau                 | Muhammadu Manga III                          |                        | Emir                                               |                                                                             |
| Mubi             | Nordeste      |              | Mubi                  | Abu Bakar `Isa Ahmadu                        |                        | Emir                                               |                                                                             |
| Muri             | Faixa central |              | Muri                  | Alhaji Abbas Tafida                          | 2003                   | Emir                                               |                                                                             |
| Nasarawa         | Faixa central |              | Lafia                 | Ibrahim Ramalan Abubakar                     | 1992                   | Emir                                               |                                                                             |
| Nembe            | Sudeste       | Ijó          | Nembe                 | Edmund Maduabebe Daukoru, Mingi XII          | 2008                   | Amanyanabo                                         |                                                                             |
| Nembe Bassambiri | Sudeste       | Ijó          | Bassambiri            | Ralph Michael Iwowari, Mein VII              |                        | Amanyanabo                                         |                                                                             |
| Ningi            | Norte         | Hauçá/Fula   | Ningi                 | Yunusa Muhammad Danyaya                      |                        | Chefe                                              |                                                                             |
| Nnewi            | Sudeste       | Ibo          | Nnewi                 | Igwe Kenneth Onyeneke Orizu III              | 1963                   | Igwe                                               |                                                                             |
| Obioko           | Sudeste       |              | Obioko                | Ekpo Eyo Abassi Eyo III                      | 2008                   | Obong                                              |                                                                             |
| Oke Ila          | Sudoeste      | Iorubá       | Oke Ila               | Olufemi Oladapo Babalola                     |                        | Obalumo                                            | Relacionado com o Ibomina estado de Isedo                                   |
| Oquê-Ona         | Sudoeste      | Iorubá       | Abeokuta              | Adedapo Adewale Tejuoso Karunwi III          | 1989                   | Oshile                                             |                                                                             |
| Okolo-Ama        | Sudeste       | Ijó          | Ubani                 | Edward Asimini William Dappa Pepple III      | 1996                   | Amanyanabo                                         | Conhecido como Ubani nos tempos coloniais                                   |
| Okpe             | Sudeste       | Edo          | Orerokpe              | Orhue I                                      | 2006                   | Orodje                                             |                                                                             |
| Okrika           | Sudeste       |              | Okrika                | Alfred Semenitari Abam Ado IX                | 2002                   | Amanyanabo                                         |                                                                             |
| Ondo             | Sudoeste      | Iorubá       | Ondo                  | Adesimbo Victor Kiladejo                     | 2006                   | Osemawe                                            |                                                                             |
| Onitsha          | Sudeste       | Ibo          | Onitsha               | Nnayelugo Alfred Nnaemeka Achebe             | 2002                   | Obi                                                |                                                                             |
| Opobo            | Sudoste       | Ijó          | Ikot-Abasi            | Daneson Douglas Jaja V                       | 2002                   | Amanyanabo                                         |                                                                             |
| Oxobô            | Sudoeste      | Iorubá       | Oxobô                 | Iiolá Oieualé Matanmi III                    | 1976                   | Ataojá                                             |                                                                             |
| Owo              | Sudoeste      | Iorubá       | Owo                   | Folagbade Olateru Olagbegi III               | 1999                   | Owo                                                |                                                                             |
| Império de Oió   | Sudoeste      | Iorubá       | Oió                   | Lamidi Adeyemi                               | 1970                   | Alaaafin                                           |                                                                             |
| Pategi           | Faixa central | Nupé         | Pategi                | Haliru Ibrahim Chatta                        |                        | Etsu                                               |                                                                             |
| Potiskum         | Nordeste      | Ngizim       | Potiskum              | Umar Bubaram                                 |                        | Emir                                               | Não deve ser confundido com o Emirado de Fika, com base na mesma cidade     |
| Socoto           | Noroeste      | Hauçá/Fula   | Socoto                | Saadu Abubacar                               | 2006                   | Sultão                                             | Ver também Lista de sultões do Socoto                                       |
| Suleja           | Faixa central | Hauçá/Fula   | Suleja                | Awwal Ibrahim                                | 2000                   | Sarkin Zazzau                                      | Anteriormente Emirado de Abuja                                              |
| Tive             | Faixa central | Tive         | Gboko                 | Alfred Akawe Torkula                         | 1991                   | Tor Tive                                           |                                                                             |
| Ubani            |               |              |                       |                                              |                        |                                                    | ver Okolo-Ama                                                               |
| Warri            | Sudeste       | Itsequiri    | Warri                 | Ogiame Atuwatse II                           | 1987                   | Olu                                                | Anteriormente Olu de Itsequiri. ver também Warri Crisis                     |
| Wase             | Faixa central | Fula         | Wase                  | Haruna Abdullahi Maikano                     | 2001                   | Emir                                               | Emirado Fula                                                                |
| Wukari           | Faixa central | Jucum        | Wukari                | Shekarau Angyu Masa Ibi Kuvyon II            |                        | Aku Uka                                            |                                                                             |
| Yauri            | Noroeste      | Hauçá/Fula   | Yauri                 | Muhammad Zayyanu                             |                        | Sarkin                                             |                                                                             |
| Zamfara          | Noroeste      | Hauçá/Fula   | Gusau                 | Muhammad Attahiru Ahmad                      |                        | Sarkin                                             |                                                                             |
| Zaria            |               |              |                       |                                              |                        |                                                    | Nome alternaTiveo para o Emirado de Zazzau                                  |
| Zazzau           | Norte         | Hauçá/Fula   | Zaria                 | Shehu Idris                                  | 1975                   | Sarkin                                             | Regente do Emirado de Suleja também usa o título "Sarkin Zazzau"            |